# طريق الوحدة
طريق الوحدة هو اسم طريق في المملكة المغربية تم إنشاءها سنة 1957 ، اقترح إنشائها المهدي بن بركة، وأمر ببنائها الملك محمد الخامس، في خطاب وجهه لتجميع الشباب المتطوعين من مختلف جهات المغرب، المشروع ربط مدينة تاونات و كتامة على طول 80 كلم، وأطلق عليها اسم طريق الوحدة، حيث كان هدف المشروع عمليا ورمزيا وسياسيا، دلالة على الربط بين منطقتي الشمال، التي كانت منتمية للحماية الإسبانيا، والجنوب، المنتمية قبل الاستقلال للحماية الفرنسية.

## التسمية
أطلق على الطريق رمزيا اسم "طريق الوحدة "، واحتفظت به في الترتيب الرسمي بجدول طرق المملكة : ط.ث.302 من فاس إلى كتامة عن طريق عين عائشة وتاونات (طريق الوحدة).         

## خلفية
كانت تربط بين المناطق المسيطر عليها من قبل إسبانيا وفرنسيا سوى طريقين اثنين : واحدة في غرب البلاد بين سوق الأربعاء والقصر الكبير وأخرى في الطرف الآخر ، تربط بين بركان ومليلية. وبالتالي لم يكن هناك خيار للذين سيسافرون بين البلدات القريبة والمتفرقة بين الجوانب المختلفة للحدود الفاصلة بين المحميتين، سوى خيار الانتقال إلى واحدة من الطريقين المتوفرين، مكلفا سكان وسط المغرب مشقة قطع مئات الكيلومترات للوصول لغايتهم، أو المخاطرة بالسفر عبر الحقول والغابات. نتيجة لذلك، كان التبادل التجاري بين الجانبين نادر وضعيف.
كانت هذه الطريق معدة لتربط شبكة إقليم الجنوب وخصوصا الطريق الجهوية رقم 302 الذاهبة من فاس إلى تازة عبر أكنول وبورد بالطريق الشمالية الرئيسية رقم 39 الرابطة بين الشاون والحسيمة وهي الجادة الهامة من الشبكة الممتدة طول جبال الريف شرق إقليم تطوان، حيث لم يكن في سنة 1957 أي اتصال طرقي عبر سلسلة جبال الريف بين الطريق الرئيسية رقم 28 الذاهبة من وزان إلى الشاون والطريق الثانوية رقم 412 الذاهبة من تاوريرت إلى سلوان عبر سد مشرع حمادي.
فخطط لمشروع طريق الوحدة، كنقطة بداية لمشاريع مبرمجة أخرى تهدف إلى تغيير البنى الوظيفية التقليدية للطرق التي كانت ترتكز على خدمة مصالح المستعمر سابقا، وإعطاء الأولوية لبناء طرق بالأقاليم الشمالية والجنوبية لتصل إلى مستوى التجهيزات الموجودة بوسط وغرب البلاد.

## المشروع
في صباح يوم الجمعة 5 يوليو 1957 من مدينة مراكش، أعطى الملك محمد الخامس أوامر اطلاق مشروع ربط إقليم فاس بإقليم الحسيمة بواسطة طريق، وكان من بين المساهمين في الإعداد والإشراف على بناء هذه الطريق المهدي بن بركة وعبد الواحد الراضي.
فتم نصب مخيمات لقبول المتطوعين. فتم تجنيد 12 ألف شاب متطوع للعمل مدة ثلاثة أشهر الصيف، بنسبة 4000 شاب شهريا، حيث مثلت أوراش العمل مدارس للتكوين يتلقى فيها المتطوعون دروسا تربوية وتداريب مدنية وعسكرية. وبعد ثلاثة شهور، من يوليوز إلى أكتوبر 1957، انتهت أشغال طريق الوحدة، وألقى محمد الخامس خطابا خلال في حفل استعراض متطوعي الطريق.
وابتداء من سنة 1962، لم تعد هذه الطريق الرابط الوحيد بين الشبكة  الطرقية  لأقاليم الجنوب والطريق الشمالية الكبرى، إذ قامت وزارة الأشغال العمومية ببناء اتصال عبر تيزي وسلي الذي أصبح لازما مثل الأول بين أكنول والطريق رقم 39.